# Twill
Le twill — d'un mot anglais — est un type de tissu sergé. Le twill est défini par son tissage et peut être fait de différentes fibres suivant les usages.

## Description
Le twill est tissé avec une armure sergé, c'est-à-dire que le fil de trame est passé sous un ou plusieurs fils de chaîne, puis au-dessus d'un nombre différents, de manière à former des diagonales. Ce tissage donne au twill ses côtes caractéristiques sur l'endroit et l'envers.
Le twill est plus fluide que la toile, mais garde un tombé plus lourd que le satin.

## Utilisation
Le twill est fabriqué à partir de nombreuses matières. On trouve souvent du twill de laine ou de coton, plus rarement de polyester. Le twill de soie est parfois utilisé pour fabriquer des cravates.
Le denim, tissu utilisé pour la fabrication des jeans, est un twill 3/1 en fil de coton, dont le fil de chaîne a été teint en bleu.